# ジャン・ダルトワ
ジャン・ダルトワ（Jean d'Artois, 1321年8月29日 - 1387年4月6日）は、中世フランスの貴族、ウー伯（在位：1351年 - 1387年）。「領地の無いジャン」を意味するジャン・サン・テール（Jean Sans-Terre）の呼び名で知られた。ボーモン・ル・ロジェ伯ロベール3世・ダルトワとその妻でフィリップ6世王の異母妹にあたるジャンヌ・ド・ヴァロワの間の次男。

## 生涯
1331年、父がアルトワ伯領の相続問題に関連して文書偽造罪で告発され、所領を没収されたため、相続すべき資産を残してもらえなかった。1352年、従兄のジャン2世王によりウー伯に封ぜられた。ウー伯領はジャン2世王に処刑されたラウル2世・ド・ブリエンヌから没収されたものであった。1356年のポワティエの戦いで負傷し、ジャン2世王とともにイングランド軍の捕虜となっている。

## 子女
1352年7月11日、ドルー伯ピエール1世の未亡人イザベル・ド・ムラン（1328年 - 1389年）と結婚し、間に6人の子女をもうけた。
- ジャンヌ（1353年 - 1420年） - ドルー伯シモン・ド・トゥアールと結婚
- ジャン（1355年 - 1363年）
- ロベール4世（1356年 - 1387年） - ウー伯
- フィリップ（1358年 - 1397年） - ウー伯
- シャルル（1359年 - 1368年）
- イザボー（1361年 - 1379年）